# Psylla aili
Psylla aili är en insektsart som beskrevs av Yang och Li 1984. Psylla aili ingår i släktet Psylla och familjen rundbladloppor. Inga underarter finns listade i Catalogue of Life.